# Xã West Rockhill, Quận Bucks, Pennsylvania
Xã West Rockhill (tiếng Anh: West Rockhill Township) là một xã thuộc quận Bucks, tiểu bang Pennsylvania, Hoa Kỳ. Năm 2010, dân số của xã này là 5.256 người.